# Nová vlámská aliance
Nová vlámská aliance (nizozemsky Nieuw-Vlaamse Alliantie) je belgická konzervativní strana založená na podzim roku 2001. Jedná se o stranu separatistickou, která usiluje o oddělení Vlámska od Belgie.
Na úrovni Evropy je strana členem Evropské svobodné aliance a v Evropském parlamentu patří do skupiny Evropských konzervativců a reformistů.
Stranické barvy jsou zlatá a černá.

## Volební výsledky

### Sněmovna reprezentantů
| Volební rok | Celkový počet hlasů | hlasy v % | Počet mandátů | Změna |
| ----------- | ------------------- | --------- | ------------- | ----- |
| 2003        | 201 399             | 3,1       | 1             |       |
| 2007#       | 1 234 950           | 18,51     | 30            | ▲29   |
| 2010        | 1 135 617           | 17,40     | 27            | ▼ 2   |
| 2014        | 1 366 073           | 20,32     | 33            | ▲ 6   |
| 2019        | 1 086 787           | 16,03     | 25            | ▼ 8   |

### Belgický senát
| Volební rok | Celkový počet hlasů | hlasy v % | Počet mandátů | Změna |
| ----------- | ------------------- | --------- | ------------- | ----- |
| 2003        | 200 273             | 3,1       | 0             |       |
| 2007#       | 1 287 389           | 19,42     | 9             | ▲ 9   |
| 2010        | 1 268 894           | 31,69     | 9             | ▬ 0   |

### Evropský parlament
| Volební rok | Celkový počet hlasů | hlasy v % | Počet mandátů | Změna |
| ----------- | ------------------- | --------- | ------------- | ----- |
| 2004#       | 1 131 119           | 28,15     | 1             |       |
| 2009        | 402 545             | 6,13      | 1             | ▬ 0   |
| 2014        | 1 123 363           | 16,79     | 4             | ▲ 3   |
| 2019        | 954 048             | 14,17     | 3             | ▼ 1   |

# Strana kandidovala v koalici s CD&V